# Sabkhat Boujemal
Sabkhat Boujemal o sabkha de Boujemal (àrab: سبخة بوجمل, sabẖat Būjamal) és una llacuna salada o sabkha de Tunísia situada a la governació de Médenine, delegació de Ben Guerdane, de la que forma el seu límit nord. És a un quilòmetre de la riba de la Bahira El Bibane, un llac salat més gran tancat per una llengua de terra. És llarga (15 km d'oest a est) i amb una amplada variable (2 a 9 km). Té una superfície de 73 km². La ciutat principal a la seva rodalia es El Morchia, a la riba de la Bahira El Bibane a uns 10 km al sud-est. Ben Guerdane és a uns 15 km al sud-est però una mica allunyada de la costa del llac.